# Бобровець (Мазовецьке воєводство)
Бобровець (пол. Bobrowiec) — село в Польщі, у гміні Пясечно Пясечинського повіту Мазовецького воєводства.
Населення — 1168 осіб (2011).
У 1975-1998 роках село належало до Варшавського воєводства.

## Демографія
Демографічна структура станом на 31 березня 2011 року:
|          | Загалом | Допрацездатний вік | Працездатний вік | Постпрацездатний вік |
| -------- | ------- | ------------------ | ---------------- | -------------------- |
| Чоловіки | 542     | 172                | 342              | 28                   |
| Жінки    | 626     | 203                | 357              | 66                   |
| Разом    | 1168    | 375                | 699              | 94                   |